# Assiniboine jezik
Assiniboine jezik (hohe; ISO 639-3: asb), jezik Assiniboin Indijanaca koji se nekad govorio na velikim sjevernim prerijama SAD-a i Kanade, a danas na rezervatima Kanade i Montane. Većinom ga govore starije osobe pa izumire jer mlađi ljudi se služe engleskim.
Srodan je s jezikom Stoney [sto] kojim se služe kanadski Stoney Indijanci, ogranak Assiniboina. 250 u Kanadi (1997 D. Parks) od 5 000 (1997 D. Parks) etničkih. U SAD-u populacija iznosi 1 983 (2000). Pripada jezičnoj porodici siu.

## Vanjske poveznice
- Ethnologue (14th)
- Ethnologue (15th)